# Didier Pironi
Didier Pironi (Villecresnes, 1952. március 26. – Wight-sziget, 1987. augusztus 23.) francia Formula–1-es autóversenyző. 1978-ban megnyerte a Le Mans-i 24 órás autóversenyt.

## Formula–1
1978-ban a Tyrrell színeiben jelent meg a Formula–1-ben, és már az első szezonjában jó eredményeket ért el. Egy Alpine-Renault-val megnyerte a Le Mans-i 24 órás autóversenyt. 1980-ban leszerződtette a Ligier, új csapatában megelőzte csapattársát, Jacques Laffite-et. Itt aratta első Formula–1-es győzelmét, a belga nagydíjon, majd a brit nagydíjon, is csak a balszerencse miatt nem nyert. 1981-ben Gilles Villeneuve-höz csatlakozott a Ferrarinál, de pályafutása során először nem tudott jó kapcsolatot kialakítani csapattársával. Egész évben mindössze egy negyedik helyet tudott szerezni, miközben csapattársa két futamon is a dobogó legmagasabb fokára állhatott. 1982-ben az San Marinó-i nagydíjon a csapat vezetőinek utasítása ellenére az utolsó pillanatban megelőzte Villeneuve-öt. Miután a következő versenyen, a belga nagydíjon csapattársa halálos balesetet szenvedett, Pironi előtt megnyílt az út a világbajnoki cím felé. Megnyerte a holland nagydíjat, és biztosan vezette a pontversenyt.
1982. augusztus 7-én, az német nagydíj szombati szabadedzésén Pironi súlyos balesetet szenvedett. A szakadó esőben összeütközött Alain Prost Renault-jával, Pironi Ferrarija a levegőbe emelkedett és háromszor megpördült, mielőtt a földbe csapódott. A francia versenyző olyan súlyos lábsérüléseket szenvedett, hogy majdnem amputálni kellett a lábait. A baleset után többször operálták, s bár megígérte, hogy vissza fog térni a versenyekre, de mégsem így történt.

## Halála

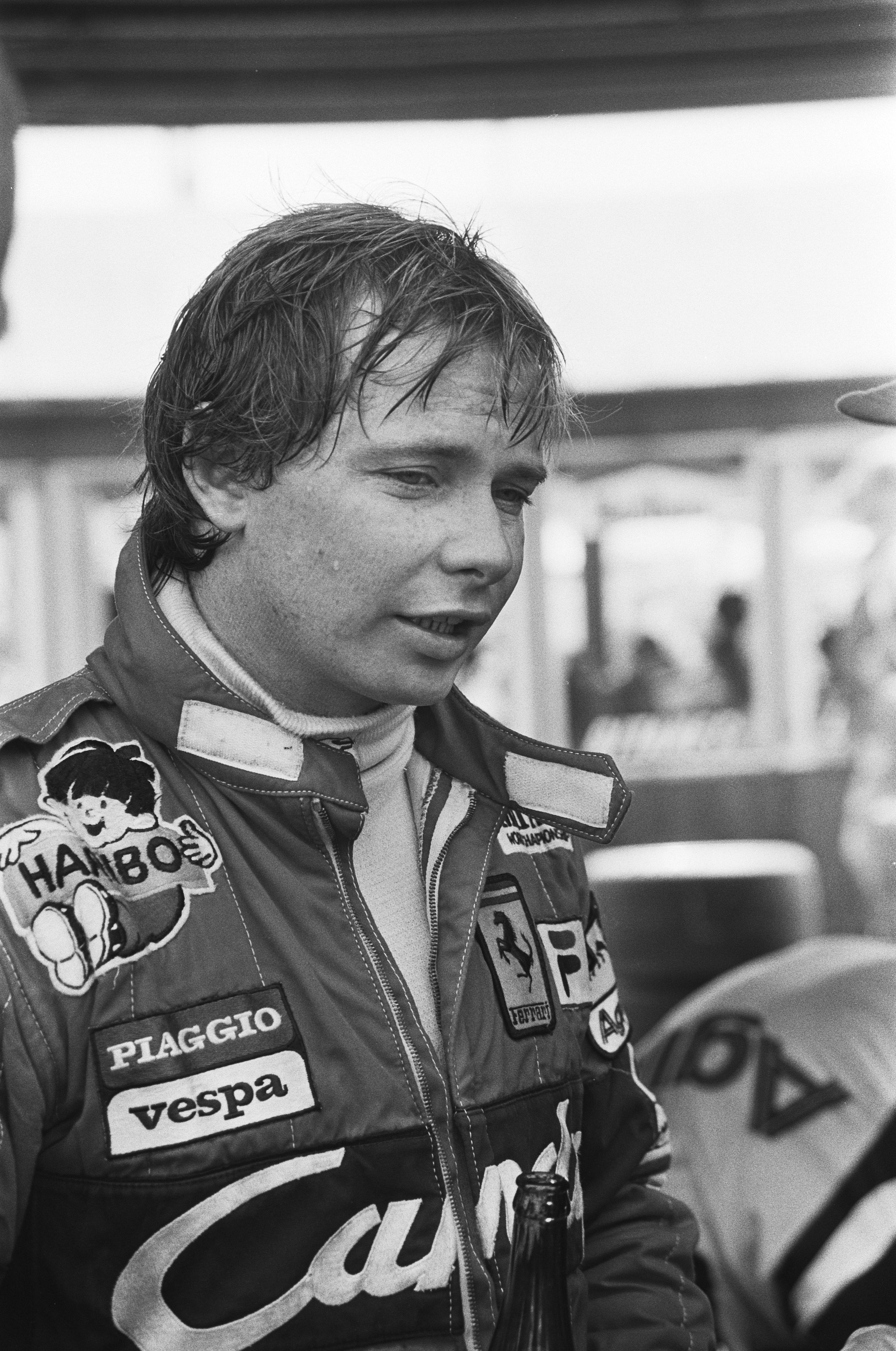
A holland nagydíjon 1982-ben

A balesete után a Formula–1-es autót motorcsónakra cserélte, bár 1986-ban tesztelt egy AGS autót. 1987-ben a Wight-sziget mellett egy tankhajó sodorvizébe került, de nem csökkentette a sebességet. A csónak a levegőben megpördült, Pironi és a kétfős legénység pedig a helyszínen meghalt. Néhány héttel halála után barátnője ikreket szült, akiket Didier-nek és Gilles-nek nevezett el.

## Teljes Formula–1-es eredménysorozata
(Táblázat értelmezése)

(Félkövér: pole-pozícióból indult; dőlt: leggyorsabb kört futott) 

| Év   | Csapat  | 1      | 2      | 3      | 4       | 5      | 6      | 7      | 8      | 9      | 10     | 11     | 12     | 13     | 14     | 15     | 16    | Helyezés | Pont |
| ---- | ------- | ------ | ------ | ------ | ------- | ------ | ------ | ------ | ------ | ------ | ------ | ------ | ------ | ------ | ------ | ------ | ----- | -------- | ---- |
| 1978 | Tyrrell | ARG 14 | BRA 6  | RSA 6  | USW Ki  | MON 5  | BEL 6  | ESP 12 | SWE Ki | FRA 10 | GBR Ki | GER 5  | AUT Ki | NED Ki | ITA Ki | USA 10 | CAN 7 | 15.      | 7    |
| 1979 | Tyrrell | ARG Ki | BRA 4  | RSA Ki | USW Kiz | ESP 6  | BEL 3  | MON Ki | FRA Ki | GBR 10 | GER 9  | AUT 7  | NED Ki | ITA 10 | CAN 5  | USA 3  |       | 10.      | 14   |
| 1980 | Ligier  | ARG Ki | BRA 4  | RSA 3  | USW 6   | BEL 1  | MON Ki | FRA 2  | GBR Ki | GER Ki | AUT Ki | NED Ki | ITA 6  | CAN 3  | USA 3  |        |       | 5.       | 32   |
| 1981 | Ferrari | USW Ki | BRA Ki | ARG Ki | SMR 5   | BEL 8  | MON 4  | ESP 15 | FRA 5  | GBR Ki | GER Ki | AUT 9  | NED Ki | ITA 5  | CAN Ki | CPL 9  |       | 13.      | 9    |
| 1982 | Ferrari | RSA 18 | BRA 6  | USW Ki | SMR 1   | BEL Ni | MON 2  | USE 3  | CAN 9  | NED 1  | GBR 2  | FRA 3  | GER Ni | AUT    | SUI    | ITA    | CPL   | 2.       | 39   |

## Fordítás
- Ez a szócikk részben vagy egészben  a   Didier Pironi című angol Wikipédia-szócikk fordításán alapul.  Az eredeti cikk szerkesztőit annak laptörténete sorolja fel. Ez a jelzés csupán a megfogalmazás eredetét és a szerzői jogokat jelzi, nem szolgál a cikkben szereplő információk forrásmegjelöléseként.